# Félix Grande
Pour les articles homonymes, voir Grande.
Félix Grande, né le 4 février 1937 à Mérida (Estrémadure, Espagne) et mort le 30 janvier 2014  à Madrid (Espagne), est un poète, spécialiste du flamenco et critique littéraire espagnol.
Félix Grande est considéré comme étant un des grands rénovateurs de la poésie espagnole dans les années 1960 et 1970. Issu de la génération appelée en Espagne « niños de la guerra » (enfants de la guerre) en référence à la Guerre civile espagnole, Félix Grande refuse toute appartenance à un mouvement littéraire précis.
Il reçoit en 2004 le Prix national des lettres espagnoles.

## Biographie
Né à Mérida, c'est néanmoins à Tomelloso (Ciudad Real) que Félix Grande passe son enfance et son adolescence où son grand-père était éleveur de chèvres. Il y fait la connaissance du poète Eladio Cabañero avec qui il entame une relation d'amitié. Fils d'un garde d'assaut républicain qui a combattu les troupes de Franco, Félix Grande est guitariste de flamenco, entre autres métiers comme menuisier, avant de se consacrer à la littérature où il garde un lien fort avec la musique, le jazz notamment. Félix Grande part vivre à Madrid en 1957 où il pratique divers métiers avant d'intégrer la rédaction de la revue Cuadernos Hispanoamericanos sous l'ombre bienveillante du poète Luis Rosales. Félix Grande sera plus tard directeur de cette publication. Son œuvre inspirée d'abord par Antonio Machado et l'engagement social évolue vers une réflexion sur le langage et l'érotisme.
En 1963, il remporte le Prix Adonáis de poésie pour son recueil Las Piedras. En 1978 il obtient le Prix national de poésie avec Las rubáiyatas de Horacio Martín livre dans lequel il s'invente un hétéronyme inspiré de l'Abel Martín d'Antonio Machado et du Ricardo Reis de Fernando Pessoa. En 2004, il remporte le Prix national des lettres espagnoles.
Grand amateur de musique, parolier et guitariste, il a écrit en tant que critique de flamenco García Lorca y el flamenco (1992), Agenda flamenca (1987), Paco de Lucía y Camarón de la Isla (2000) et Memoria del flamenco (1995), livre qui a obtenu le Prix national de flamencologie. Félix Grande est membre de la Chaire de flamencologie et d'études folkloriques. Il est reconnu comme étant un des meilleurs spécialistes du flamenco.
Parmi ses principales influences, Félix Grande cite Antonio Machado, Luis Rosales, de qui il fut l'élève et l'ami, et César Vallejo, entre autres. En 2010, il a écrit La cabellera de la Shoá, émouvante évocation de la Shoah.
Félix Grande est marié à la poétesse Francisca Aguirre avec qui il a eu une fille, Guadalupe Grande, également poétesse.
Il meurt à Madrid le 30 janvier 2014, d'un cancer du pancréas. Ses restes reposent au cimetière de Tomelloso.

## Œuvres

### Poésie
- Las piedras, M., Col. Adonais, 1964 (Prix Adonáis de poésie 1963).
- Música amenazada, B., Col. El Bardo, 1966 (Prix Guipúzcoa 1965).
- Blanco Spirituals, La Habana, Casa de las Américas, 1967 (Prix Casa de las Américas 1967).
- Biografía (1964-1971), B., Seix Barral, 1971 (2ª edic. ampliada, 1977).
- Biografía (1958-2010), Galaxia Gutenberg, 2011. Ce volume regroupe divers livres de poésies : Taranto, Las Piedras, Música amenazada, Blanco spirituals, Puedo escribir los versos más tristes esta noche, Las Rubáiyatas de Horacio Martín, Cuaderno de Lovaina, La Noria, La cabellera de la Shoá.
- Taranto, Barcelona-Lima, Carlos Milla, 1971.
- Años, M., Editora Nacional, 1975.
- Las rubáiyatas de Horacio Martín, B., Lumen, 1978 (Prix national de littérature).
- La cabellera de la Shoá, 2010.

### Prose
- Por ejemplo, Doscientos (1968).
- Parábolas (1975).
- Lugar siniestro este mundo, caballeros (1980).
- Fábula (1991).
- Decepción (1994).
- El marido de Alicia (1995).
- Sobre el amor y la separación (1996).
- La balada del abuelo Palancas (2003).

### Essai
- Apuntes para una poesía española de posguerra (1970).
- Once artistas y un Dios. Ensayo sobre literatura hispanoamericana (1986).
- Agenda flamenca (1987).
- García Lorca y el flamenco (1992).
- Memoria del flamenco (1995).
- Paco de Lucía y Camarón de la Isla (2000).
- Elogio de la libertad, (1984).

## Félix Grande dans la culture
En 1976, El Lebrijano met en chanson Persecución, œuvre de Félix Grande, en collaboration avec ce dernier auquel il rendra en 2015 un hommage radiophonique basé sur la même œuvre, à la suite de son décès.